# Avremesnil
Avremesnil – miejscowość i gmina we Francji, w regionie Normandia, w departamencie Sekwana Nadmorska.
Według danych na rok 1990 gminę zamieszkiwało 878 osób, a gęstość zaludnienia wynosiła 162 osoby/km² (wśród 1421 gmin Górnej Normandii Avremesnil plasuje się na 276. miejscu pod względem liczby ludności, natomiast pod względem powierzchni na miejscu 655.).